# 池田警察署 (大阪府)
池田警察署（いけだけいさつしょ）は、大阪府警察が管轄する警察署の一つである。

## 所在地
- 大阪府池田市大和町1番1号 
  - 阪急宝塚本線 池田駅

## 管轄区域
- 池田市（豊中警察署の管轄区域を除く）
- 豊中市
  - 石橋麻田町、待兼山町(一般国道171号南側以北の区域)、螢池北町三丁目（府道大阪中央環状線の区域）

## 交番
- 池田駅前交番 - 池田市栄町1番1号
- 石橋交番 - 池田市天神一丁目5番27号
- 神田交番 - 池田市神田一丁目32番30号
- 五月ケ丘交番 - 池田市五月丘一丁目7番3号
- 五月山交番 - 池田市城山町4番23号
- 荘園口交番 - 池田市鉢塚三丁目13番29号
- 秦野交番 - 池田市畑三丁目16番9号
- 細河交番 - 池田市東山町591番地の1
- 満寿美交番 - 池田市満寿美町5番1号
- 北豊島警ら連絡所- 池田市豊島南二丁目2番8号